# Jim Sharman
Jim Sharman, właśc. James David Sharman (ur. 12 marca 1945 w Sydney) – australijski reżyser i scenarzysta, producent teatralny.
Absolwent National Institute of Dramatic Art w Sydney. Twórca musicalu The Rocky Horror Picture Show z 1975 roku oraz jego nieoficjalnego sequela Shock Treatment (1981).